# Kirke (græsk mytologi)
 For alternative betydninger, se Kirke. (Se også artikler, som begynder med Kirke)
Kirke (eller Circe) er en troldkvinde fra græsk mytologi. Hun er datter af solguden Helios og Okeaniden Perse. Efter at have forgivet sin mand bosatte hun sig på øen Aiaia. Kirke var kendt for sin omfattende kendskab til trylledrik og urter. Ved hjælp af disse og en tryllestav kunne hun forvandle sine fjender, eller dem som fornærmede hende, til dyr.
Odysseus og hans mænd landede på hendes ø under deres færd hjem fra Troja. Hun fødte Odysseus børnene Telegonos, Argius og Latinus.